# San Michele di Pagana
San Michele di Pagana (San Michê in ligure) è una frazione del comune di Rapallo, nella città metropolitana di Genova. Dista all'incirca 2 km dal centro rapallese e altrettanti dal vicino comune rivierasco di Santa Margherita Ligure, con il quale la frazione confina.
La località è riconosciuta ufficialmente dallo statuto comunale come sestiere della città, storica divisione del territorio e della cittadina durante il periodo medievale.

## Geografia fisica

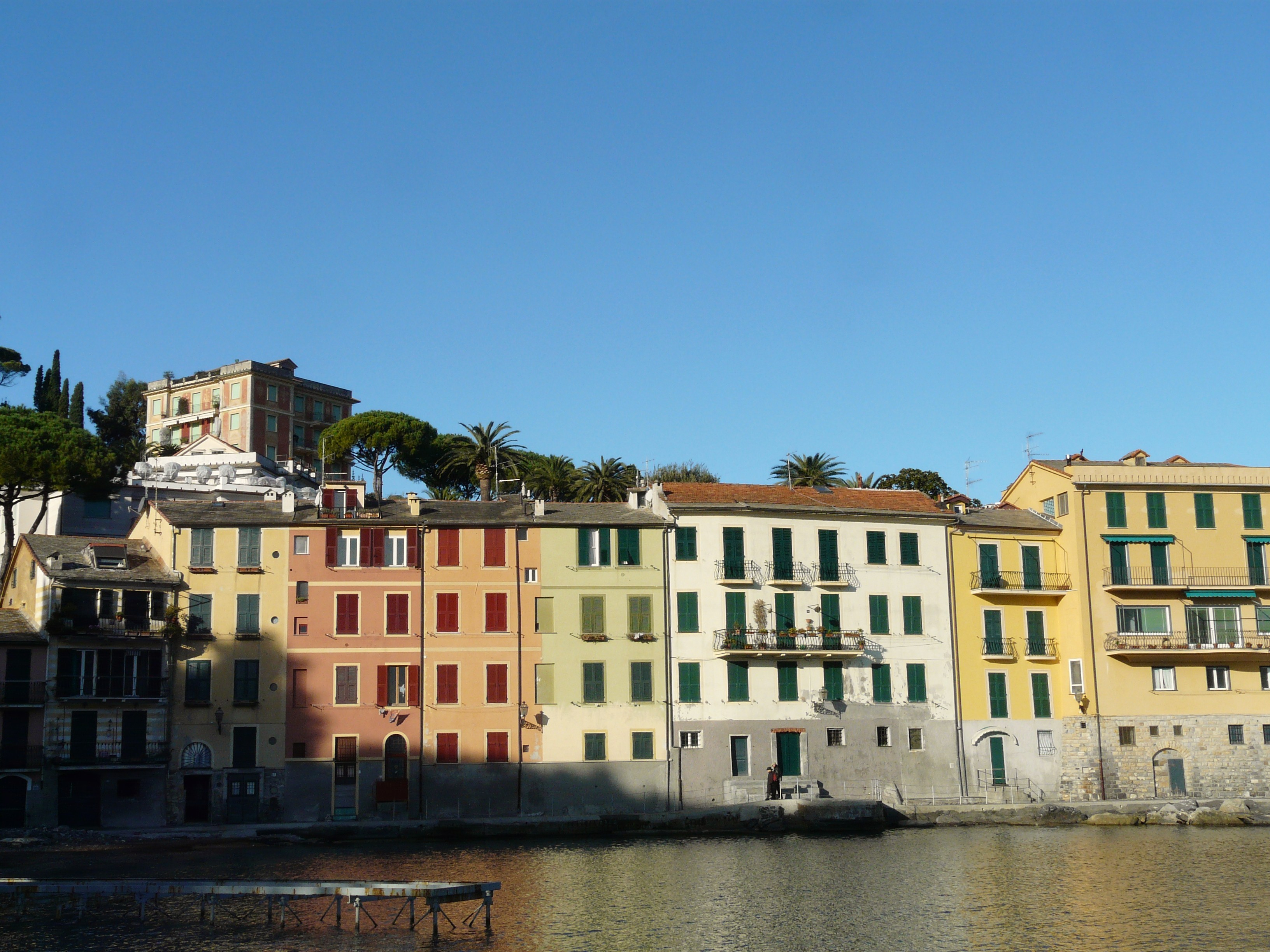
La baia di Trelo o Travello

La località è l'unica frazione rapallese che si affaccia sul mare, nel golfo del Tigullio. Essa è divisa in due parti geografiche, una collinare e la zona della marina, e difatti l'altimetria del luogo varia dai 3 m s.l.m. (parte costiera) fino al massimo dei 25 m s.l.m..
La località gode di un pregiato clima mediterraneo, come molti comuni costieri della Liguria, che raramente registra un brusco calo delle temperature nel periodo invernale e un alto valore nella stagione estiva.
La costa marinara è suddivisa principalmente in tre piccoli golfi: Pomaro, Trelo (o Travello) e Prelo, racchiusi ognuno nel classico e tipico borgo ligure con poche case, alte, strette e in riva al mare. Le tre insenature sono collegate tra loro tramite una caratteristica stretta scogliera che, costeggiando il mare, attraversa i tre nuclei marinari.
La baia di Pomaro, la prima che s'incontra da Rapallo verso Santa Margherita Ligure, costituisce il nucleo centrale e principale di San Michele: qui hanno sede diverse attività commerciali e stabilimenti balneari. Caratteristici sono i pochi portici presenti, già ricovero delle piccole imbarcazioni dei pescatori quando il borgo marinaro, come similari borghi liguri, faceva della pesca la sua principale attività lavorativa e di sostentamento; in alcune fotografie e stampe d'epoca i portici fungevano "da sede di lavoro" delle locali merlettaie attive nella realizzazione dei merletti e pizzi al tombolo, lavorazione tipica del territorio rapallese e del circondario tigullino.

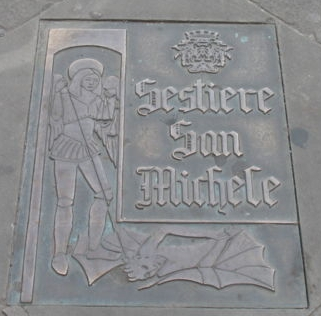
Raffigurazione del sestiere locale

Verso la collina, poco lontano dalla spiaggia, un viadotto ferroviario della linea Genova-Pisa sovrasta l'abitato seppur semi nascosto dalle case; fino agli anni sessanta del Novecento la frazione di San Michele era dotata di una propria stazione ferroviaria, inaugurata con l'arrivo della ferrovia a Rapallo il 31 ottobre del 1868. Da qui, infatti, partì il viaggio inaugurale della prima locomotiva a vapore diretta alla Spezia.
Proseguendo verso ovest si raggiunge il secondo nucleo di San Michele: il borgo di Trelo o di Travello come localmente definito. Non lontano da Pomaro, lo si può raggiungere tramite la scogliera o costeggiando in un primo tratto il marciapiede della strada provinciale 227 di Portofino e quindi la via interna del borgo (via Travello). La piccola località riprende le caratteristiche architettoniche della vicina Pomaro, con case dalle facciate variopinte affacciate sulla marina; nei pressi l'antistante spiaggia, libera e semi attrezzata, è molto frequentata dai bagnanti nel periodo balneare e tra le più "battute" del territorio rapallese.
A dividere le due insenature di Trelo e Prelo è la punta dominata dal "parco delle Rimembranze" (a ricordo dei soldati e dei caduti rapallesi periti nei due conflitti mondiali) e, alla sommità di essa, dalla barocca chiesa parrocchiale di San Michele Arcangelo. Nei pressi della chiesa vi è il cimitero frazionale e, dentro di esso, la torre Pagana. Il nucleo di Prelo, ai confini amministrativi con Santa Margherita Ligure, è raggiungibile dalla scogliera, intitolata al doge genovese Federico da Pagana, o dalla parrocchiale con l'ausilio di una scalinata. Riprendente le stesse caratteristiche dei due vicini borghi, ne costituisce però la zona più piccola della frazione. Spingendosi oltre, verso sud-ovest, è la punta Pagana a sbarrare "geograficamente" il confine dei due comuni tigullini. Nella zona più vicina al mare trova spazio il seicentesco castello di Punta Pagana, postazione difensiva eretta dalla Repubblica di Genova per la salvaguardia del braccio di mare dai sempre più frequenti sbarchi e assalti pirateschi, e alla sommità dalla villa Pagana (residenza magistrale del Gran maestro dell'Ordine di Malta) con il suo vasto parco.

## Storia
(Da uno scritto di Guy de Maupassant)

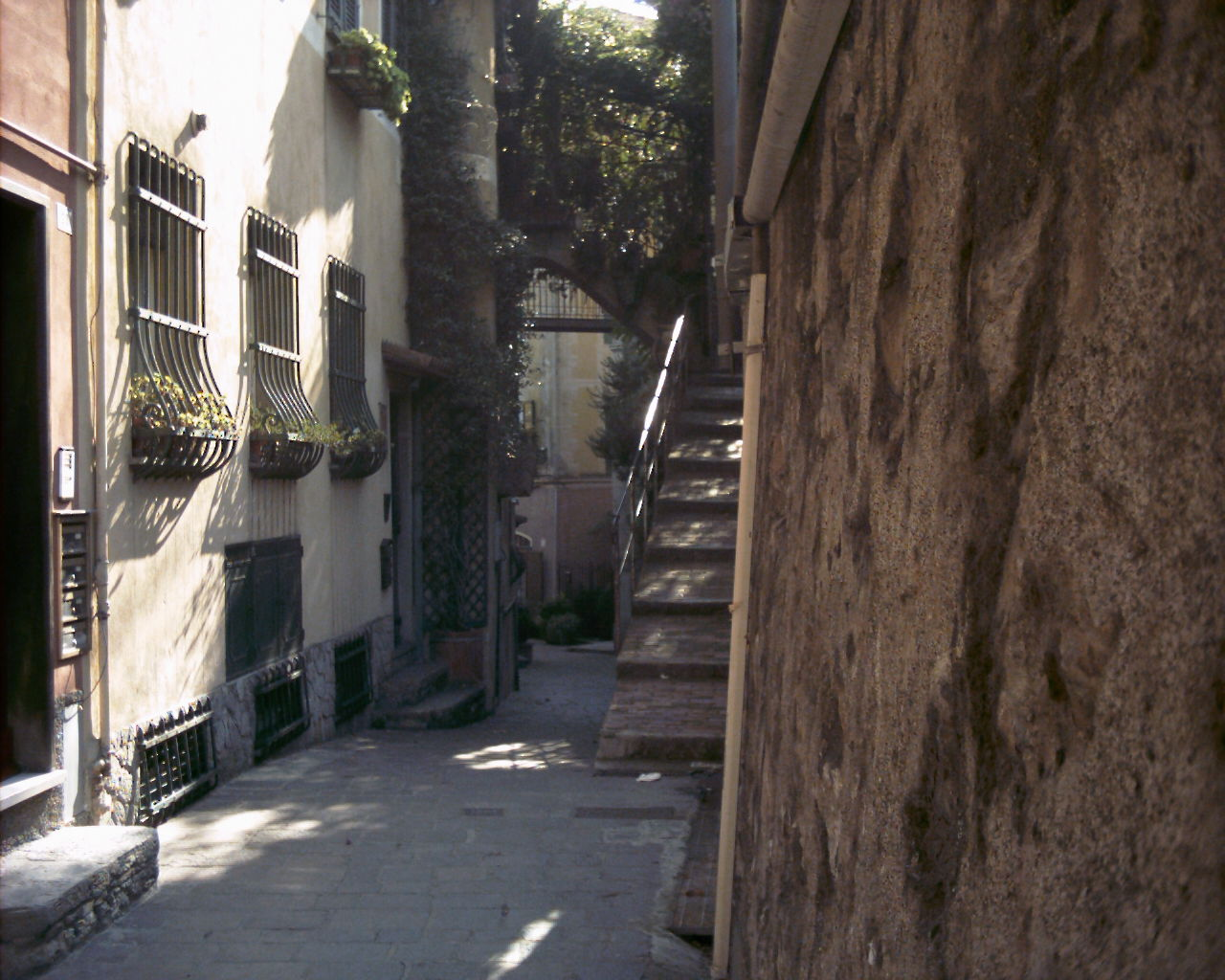
Via Travello, caruggio del centro storico di Trelo.

Secondo alcuni studi effettuati da storici locali, l'esistenza di un primo insediamento abitato potrebbe essere risalente già in epoca romana, verosimilmente come un piccolo borgo di pescatori. Le tesi, avanzate dagli storici, sono state maggiormente supportate anche grazie al ritrovamento di un antico e primitivo porto, immerso nelle acque del borgo; alcuni subacquei, inoltre, hanno rinvenuto sul fondale reperti preziosi come antichi vasi e anfore, questi ultimi riconducibili all'affondamento di una nave militare romana intorno al I secolo nei pressi della frazione.
Nel periodo medioevale il borgo marinaro di San Michele venne a far parte dei sei sestieri cittadini, l'antica divisione territoriale e storica cittadina.
Condividendo le sorti storiche e politiche rapallesi, legate al dominio della Repubblica di Genova, rientrò dapprima nella podesteria di Rapallo (sotto la giurisdizione del capitaneato di Chiavari) e, dal 1608, nel neo istituito capitaneato cittadino. Il territorio del capitaneato rapallese comprendeva, oltre la città stessa, diversi luoghi e località della media val Fontanabuona e del Tigullio occidentale racchiusi in sei "sestieri": Pescino, Olivastro, Borzoli, Oltremonte, Amandolesi e Borgo. San Michele di Pagana venne annessa al "sestiere di Olivastro", confinante a nord con Amandolesi, a sud con Pescino, ad ovest con il capitaneato di Recco e ad est con il Borgo.
Con la dominazione francese di Napoleone Bonaparte, e la caduta della repubblica genovese in favore della Repubblica Ligure (annessa al Primo Impero francese dal 1805), ogni ordinamento preesistente fu cancellato e rivisto e anche il territorio rapallese e sanmichelino subirono sostanziali modifiche. Con l'istituzione della municipalità di Santa Margherita Ligure la frazione di San Michele si ritrovò ad essere confine territoriale dell'ente rapallese, le cui modifiche si stabilizzarono solamente con il regio decreto del re Vittorio Emanuele III datato al 10 agosto 1928. Diversamente la giurisdizione della Parrocchia di San Michele Arcangelo ancora oggi ricalca in buona misura gli antichi "confini parrocchiali" arrivando ben oltre il confine comunale tra le due cittadine.

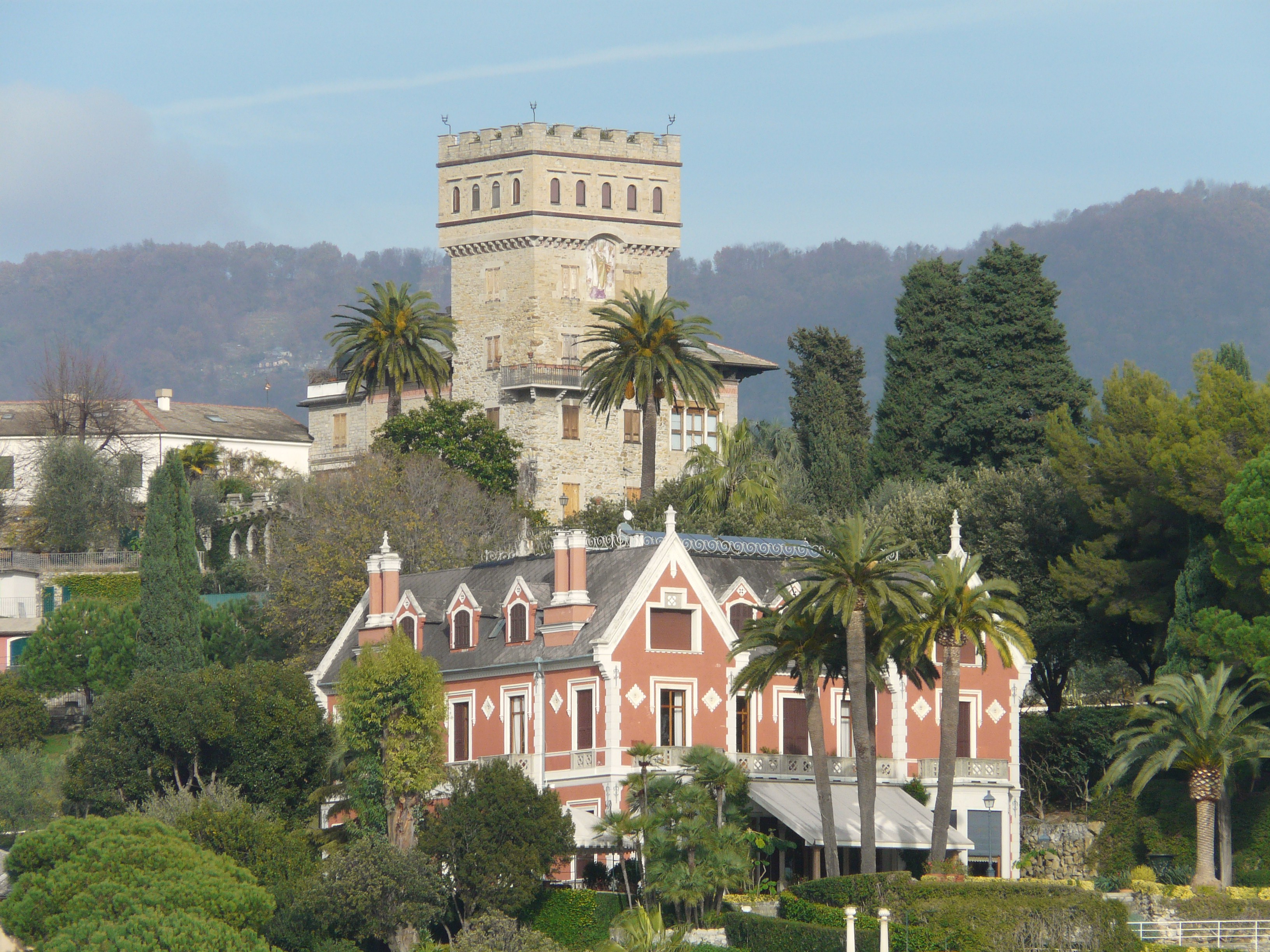
In primo piano la villa "del trattato". In alto, con la caratteristica torretta, villa Piaggio.

E proprio i confini amministrativi furono al centro di una locale disputa in occasione della stesura del celebre trattato di Rapallo, firmato il 12 novembre del 1920 tra il Regno d'Italia e il Regno di Jugoslavia nelle sale di villa Spinola. La villa, conosciuta poi come "villa del Trattato", è ubicata infatti nei pressi dei rispettivi confini comunali (anche se, ad una prima vista, parrebbe maggiormente inserita nel versante sammargheritese) tanto che generò non poca confusione tra i cronisti intervenuti per "immortalare" l'evento storico, attribuendo addirittura a Santa Margherita Ligure la sede del trattato. A placare gli animi e a ufficializzare l'importante pagina storica dell'Italia dopo la Grande Guerra fu una nota di Carlo Sforza, ministro degli Esteri, con la definitiva conferma che il trattato fu firmato a Rapallo. Ancora oggi la villa è, di fatto, "muro di confine" tra le due municipalità.

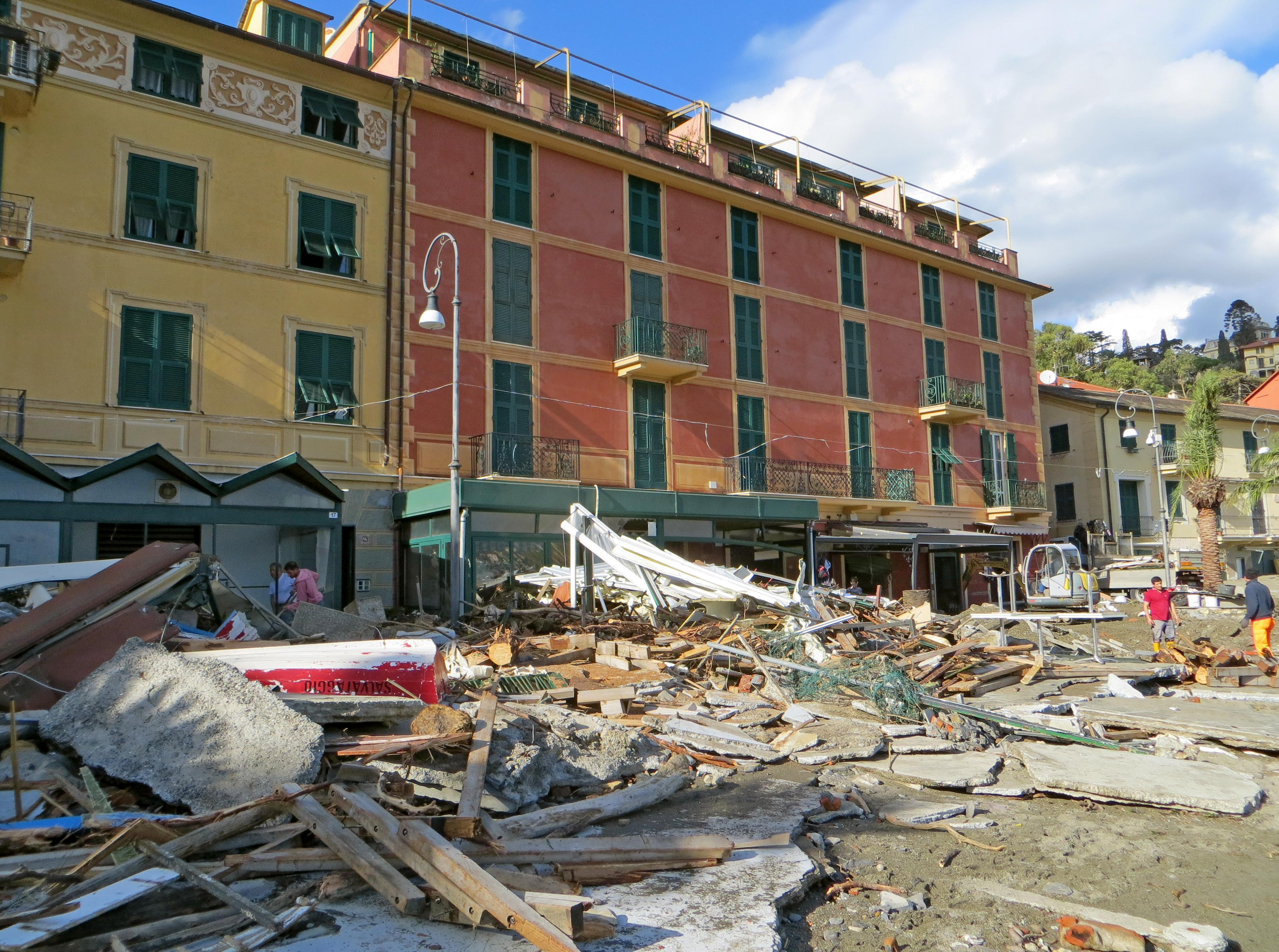
Il litorale di Pomaro dopo la mareggiata dell'ottobre 2018

Tra il 29 e il 30 ottobre 2018 la frazione è stata duramente colpita da una violenta mareggiata, che ha provocato gravi danni anche nelle località vicine; le alte onde, oltre a devastare l'adiacente porto di Rapallo, hanno causato a San Michele la distruzione di varie attività commerciali e delle strutture fisse degli stabilimenti balneari, il danneggiamento di ampi tratti di spiaggia e di scogliera, il cedimento del molo di fronte alla piazzetta e di un tratto della litoranea per il capoluogo nei pressi della spiaggia degli archi e il crollo di varie porzioni dei muri di contenimento dei terreni prospicienti il mare e della passeggiata costiera di collegamento con Prelo.

## Il sestiere

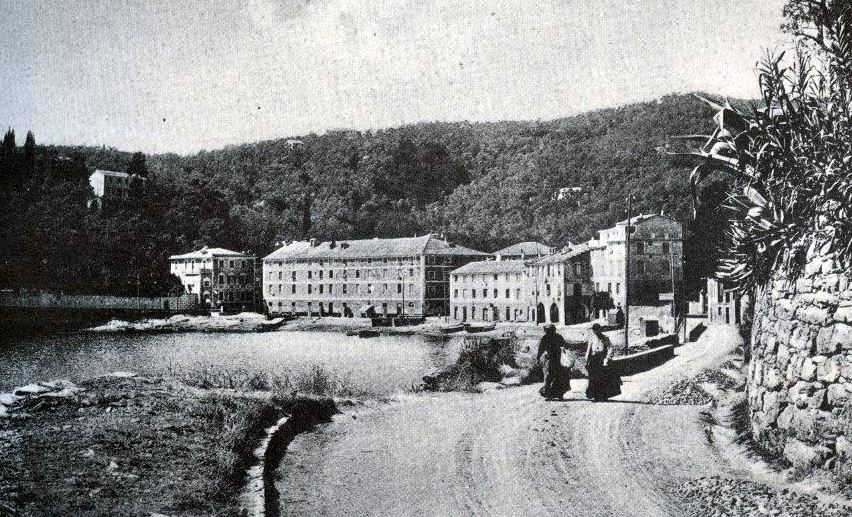
Il litorale sanmichelino in una fotografia di fine XIX secolo

Nella divisione locale il sestiere di San Michele comprende le seguenti località collinari: Banchi, Briscalli, Capo San Michele, Case Nuove, Castagnino, Cavetto, Costa Burrasca, Costa dei Merelli, Costigliolo, Langan, Maggio, Montemezzano, Pamini, Pietrafredda, Quattro Strade, Rimessa (conosciuto in loco con il toponimo Saltincielo), San Nicola e Zuffola; e quelle marinare di Pomaro, Trelo o Travello, Prelo e Punta Pagana.
Il sestiere è l'unico fra le sei divisioni storiche che non appartiene alla parrocchia centrale rapallese dei Santi Gervasio e Protasio: esso infatti è compreso nel territorio della locale parrocchia di San Michele Arcangelo.
I confini del sestiere sono a nord col sestiere Costaguta, a est e a sud col golfo del Tigullio, a sud-ovest col comune di Santa Margherita Ligure e infine a ovest col comune di Camogli.
Come gli altri sestieri cittadini anche il vessillo sanmichelino è rappresentato da un drappo, di colore azzurro, e da uno stemma raffigurante il suo santo patrono san Michele Arcangelo che uccide il drago come afferma la simbologia cristiana.

## Monumenti e luoghi d'interesse

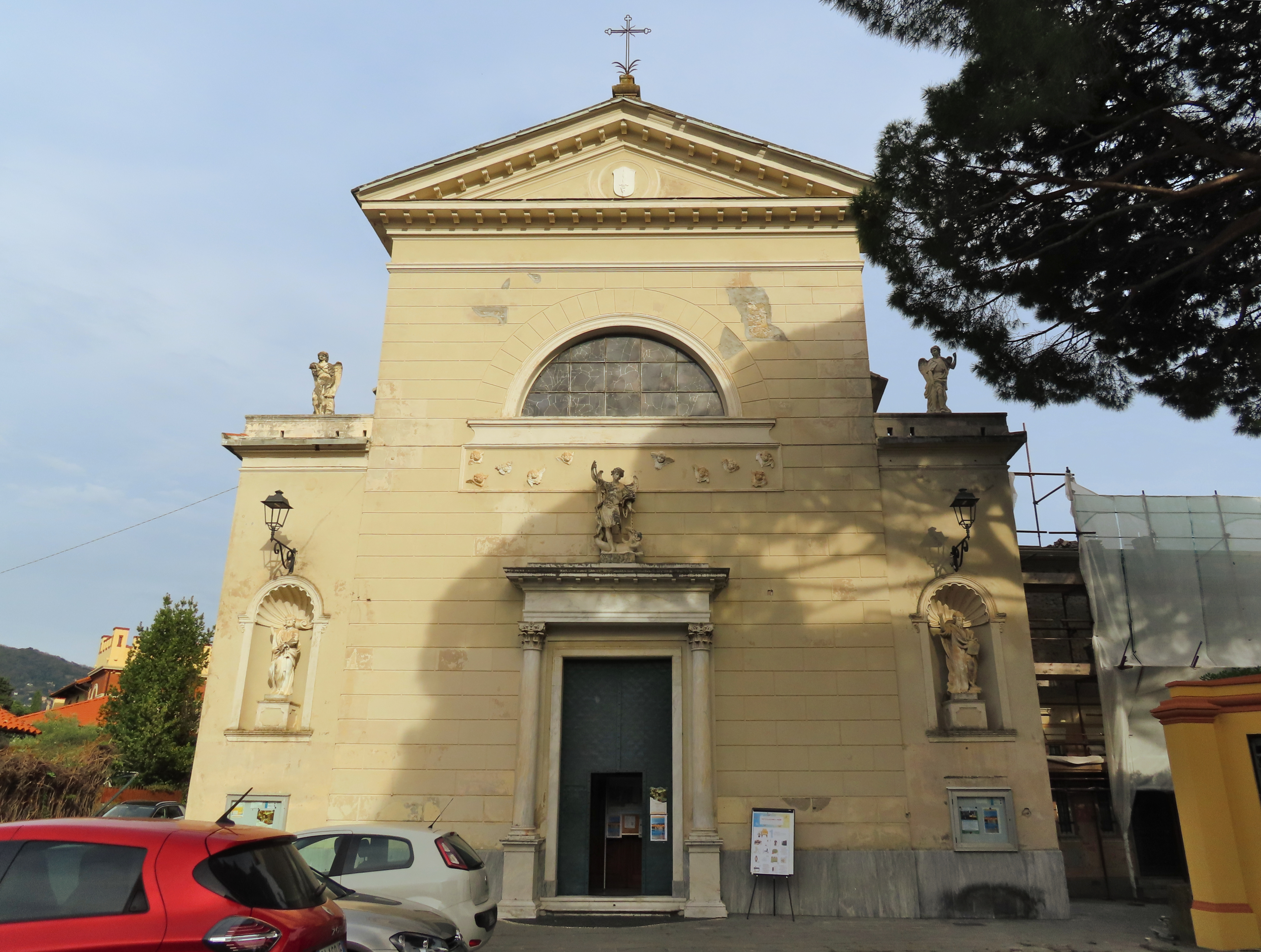
La chiesa di San Michele Arcangelo

### Architetture religiose
L'unico edificio di culto della frazione è la parrocchiale di San Michele Arcangelo. Secondo una lapide la prima datazione della chiesa risalirebbe al 1133 e probabilmente edificata sui resti di un preesistente edificio pagano.
La parrocchiale subì modifiche alla struttura negli anni 1581, 1604, 1749 e 1793 grazie a diverse donazioni e fondi genovesi. Ad un'unica navata, tra le opere artistiche ivi presenti conserva la tela della Crocifissione del pittore fiammingo Antoon van Dyck, dipinto durante il suo soggiorno a San Michele di Pagana tra il 1621 e il 1624.
Sede della Confraternita di Sant'Orsola, istituita nel 1628, fu l'ex oratorio omonimo, edificato nel 1674 adiacente alla parrocchiale e antistante l'antico sagrato e primo cimitero. La struttura subì negli anni sessanta del Novecento un radicale intervento di trasformazione dei locali che furono adibiti a sede di riunioni e conferenze locali. Conserva, tuttavia, ancora dipinti risalenti al XVII secolo e cicli di affreschi raffiguranti sant'Orsola (opera del pittore sammargheritese Gerolamo Schiattino, del 1874) nella volta del presbiterio e nel catino absidale. 

### Architetture civili

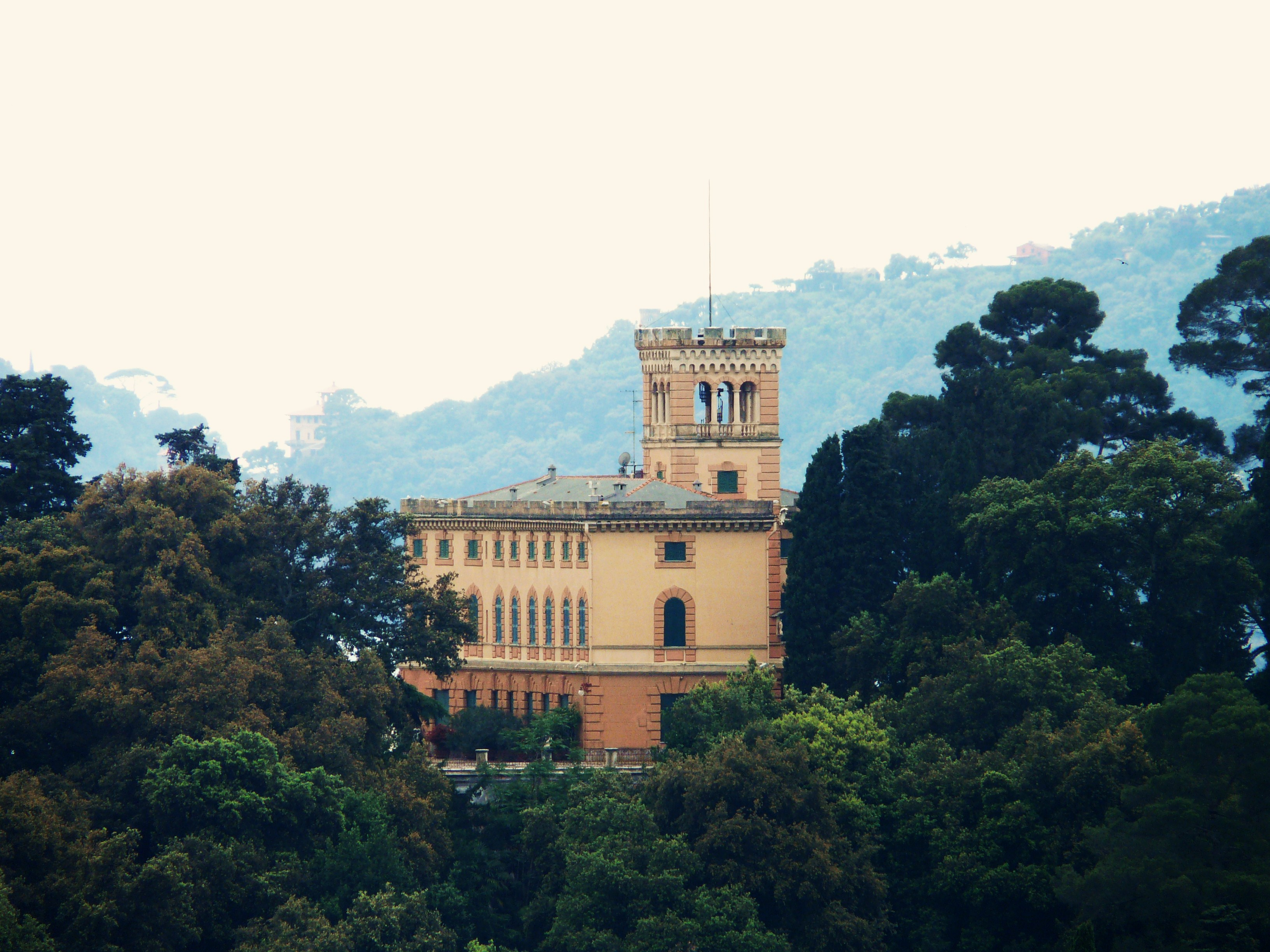
Villa Pagana

Nel territorio sanmichelino sono tanti gli edifici civili, per lo più ville e residenze private edificate tra l'Ottocento e il Novecento con l'accrescere del flusso turistico e di soggiorno. Tra le più celebri villa Pagana, dal 1959 una delle residenze magistrali del Gran maestro dell'Ordine di Malta. Conosciuta localmente come villa Malta o villa dei Cavalieri di Malta, fu edificata dalla famiglia Orero nel XVII secolo e nel corso dei secoli la proprietà sull'edificio, e dell'intero parco con annesso castello di Punta Pagana, passò ai Cattaneo e quindi agli Spinola per vincoli di parentela. Fu proprio l'ammiraglio Franco Spinola a cedere tutto il sito, per volontà testamentarie, all'ordine melitense.
Sul confine amministrativo tra Rapallo e Santa Margherita Ligure è ubicata la villa "del trattato", il cui nome originario era villa Spinola. L'edificio fu costruito nel primo decennio del Novecento dal marchese Ugo Spinola che usualmente cedeva la villa in affitto a diverse personalità di spicco dell'epoca. Lo stile architettonico si presenta "all'inglese", in cotto. Le sue sale ospitarono le due delegazioni del Regno d'Italia e del Regno di Jugoslavia per la firma del trattato di Rapallo del 1920. Devastata dalle occupazioni militari dopo l'armistizio dell'8 settembre 1943, la proprietà fu ceduta al duca Niccolino De Ferrari che risistemò interamente la villa; fu il De Ferrari a rimuovere lo stemma degli Spinola e a sostituirlo con il suo al sommo del cancello.
Altri edifici della frazione il palazzo Varzi, già Figari, costruito nel primo Novecento; la villa Piaggio del 1910-1912; la villa Lagomaggiore, poi Bruzzo, sulla scogliera che chiude a levante la baia di San Michele.

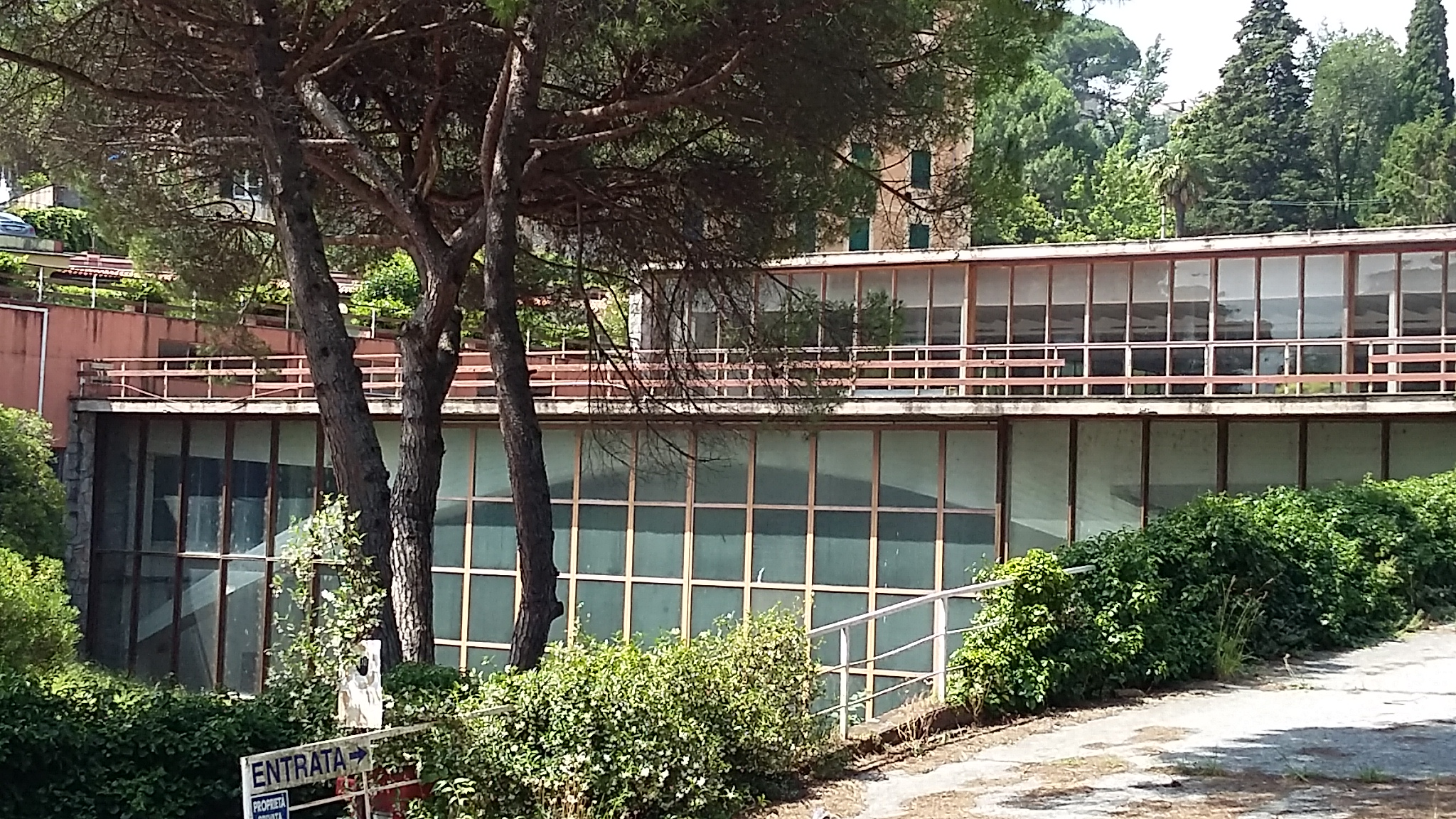
Rimessa per Yacht di Luigi Carlo Daneri e Pier Luigi Nervi a San Michele di Pagana.

Tra le architetture moderne della zona, è da ricordare la villa Doney con giardino progettato da Piero Porcinai per la famiglia Brion  e la rimessa per yacht realizzata da Pier Luigi Nervi  e Luigi Carlo Daneri su commissione del conte Carlo Felice Trossi. Quest'ultimo edificio è di riuscitissimo inserimento ambientale, nonostante l'imponente mole e presenta uno scivolo per le imbarcazioni che lo collega direttamente con la baia.

### Architetture militari

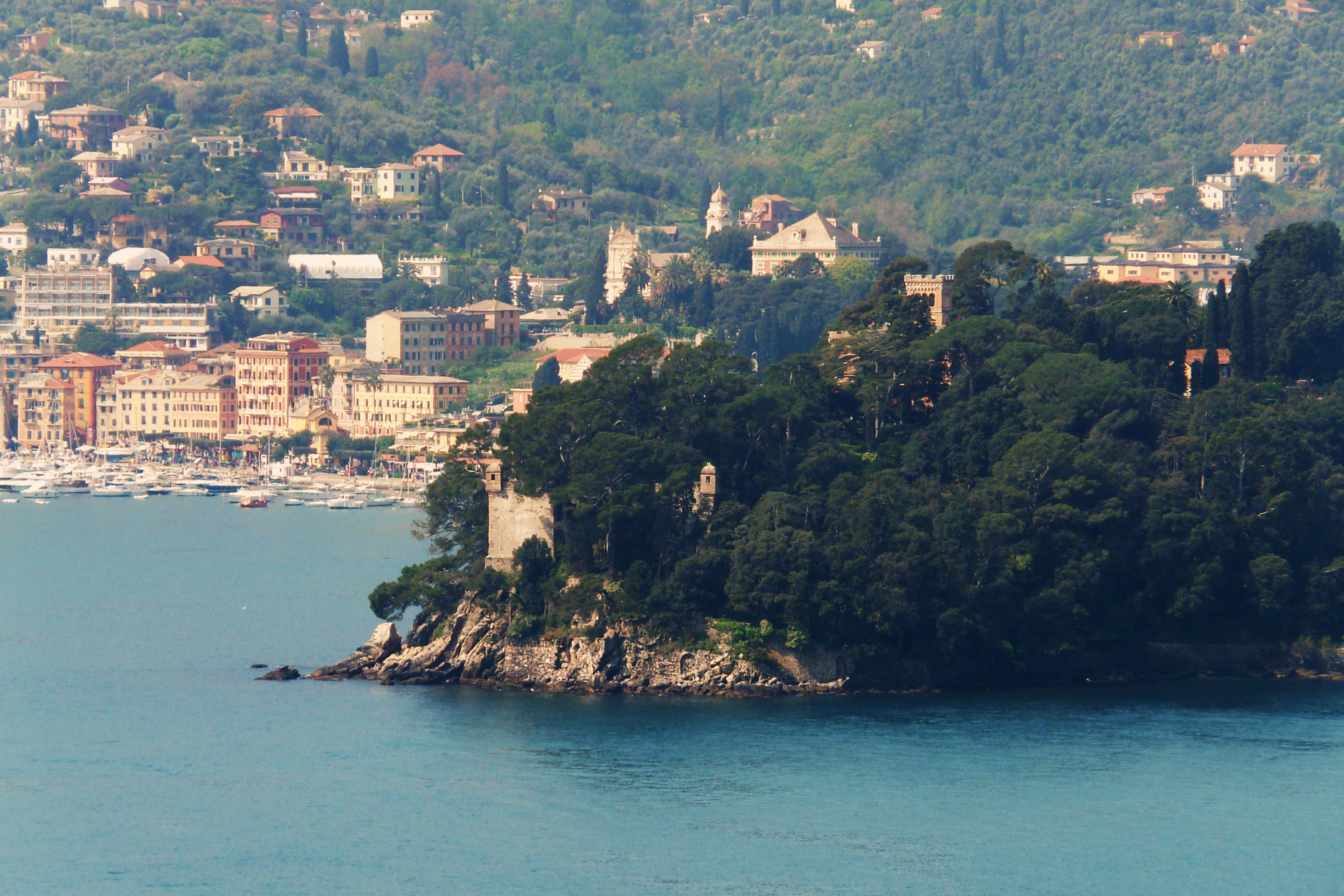
Il castello di Pagana oggi proprietà del Sovrano Militare Ordine di Malta. Sullo sfondo Santa Margherita Ligure.

Edificato tra il 1625 e il 1631, ad opera della Repubblica di Genova e dei capitanati di Rapallo, Recco, Chiavari e delle podesterie di Moneglia e Sestri Levante, la costruzione del castello di Punta Pagana divenne necessaria a seguito della forte ostilità aperta tra la repubblica genovese e Carlo Emanuele I di Savoia, e quindi per la paura di un possibile attacco via mare o terra delle truppe franco-piemontesi; al suo completamento venne munita di armi, munizioni e polvere da sparo necessarie per un improvviso attacco.
Già nel 1644, con il lento cessare di scorrerie piratesche, il senato genovese ne ordinò al castellano un primo sgombero, ma sempre con la presenza di alcuni soldati locali; divenne in seguito sede del Commissariato di Sanità di Rapallo. Abbandonato dal 1705 passò, assieme alla villa e al parco adiacente, nelle proprietà dell'Ordine di Malta tuttora insediati.
Ubicata nella punta tra l'insenatura di Trelo e Prelo, all'interno del frazionale cimitero, la torre Pagana fu edificata dalla Repubblica di Genova nella seconda metà del XVI secolo. Negli anni ottanta del XX secolo, divenuta proprietà del Fondo per l'Ambiente Italiano, si è provveduto al recupero conservativo della torre d'avvistamento.

### Aree naturali

#### I fondali
La baia di San Michele di Pagana (che include le baie di Prelo, Trelo e Pomaro) si colloca al margine settentrionale dell'area compresa nella zona C dell'Area marina protetta del promontorio di Portofino e alterna fondali sabbiosi, con larghe distese di posidonia (Posidonia oceanica) a elementi rocciosi che digradano dolcemente e sono abitati da scorfani (Scorpaena scrofa), triglie (Mullus surmuletus), Bavose e Bavoselle e polpi (Octopus vulgaris). Le praterie di posidonie, invece, che si incontrano a partire da una profondità media di 8–10 m costituiscono l'habitat ideale per mormore (Lithognathus mormyrus), saraghi (Diplodus sargus), salpe (Sarpa salpa) e orate (Sparus aurata) che solitamente si muovono in branchi.
Non presentando profondità notevoli, la baia di San Michele di Pagana è un luogo gradevolissimo per immersioni subacquee poco impegnative (sia con ARA che in apnea) anche grazie al fatto che, per la maggior parte dell'anno (mesi estivi esclusi) è al riparo dalla navigazione in transito.

#### Parco delle rimembranze

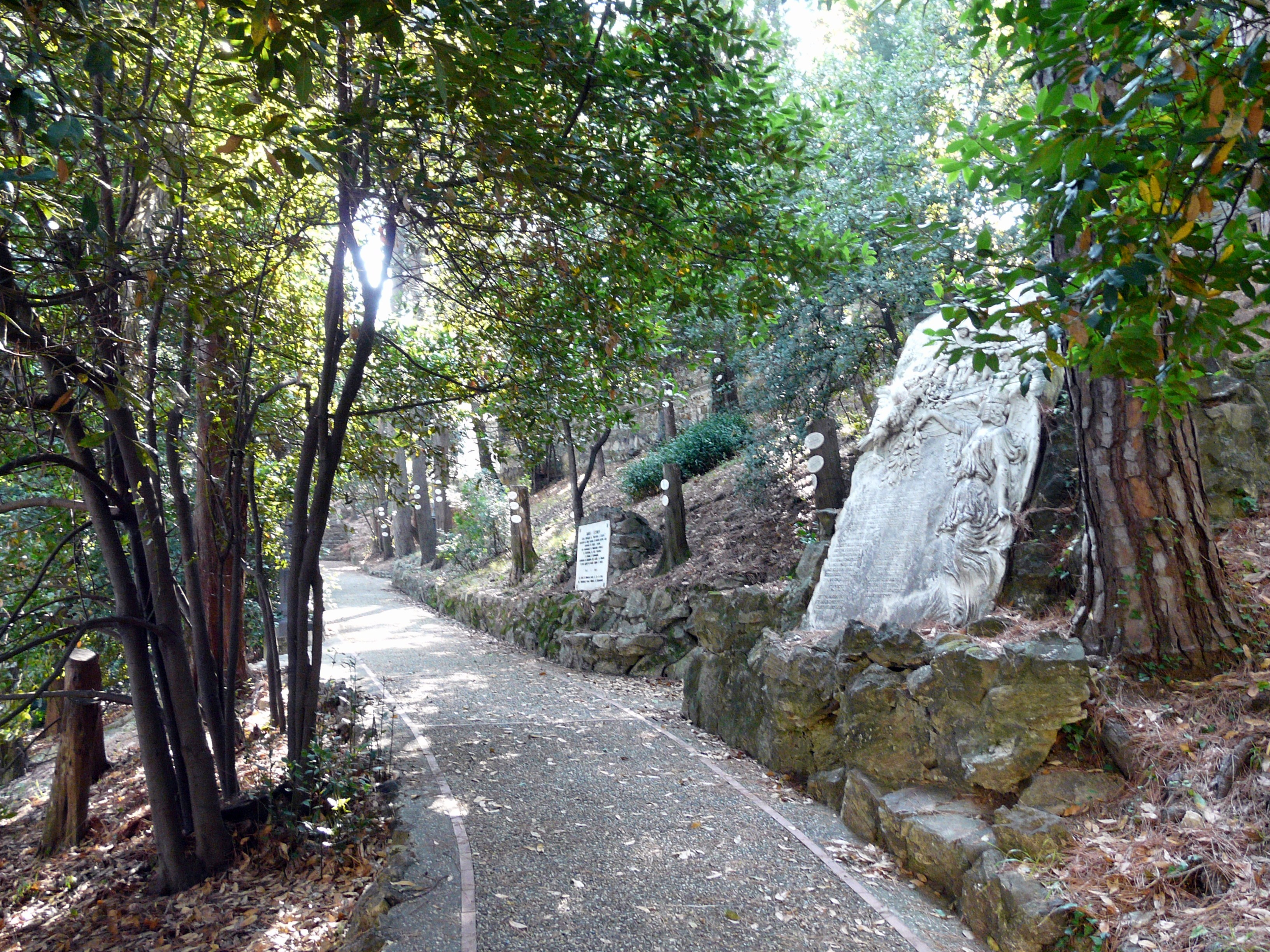
Il parco delle rimembranze

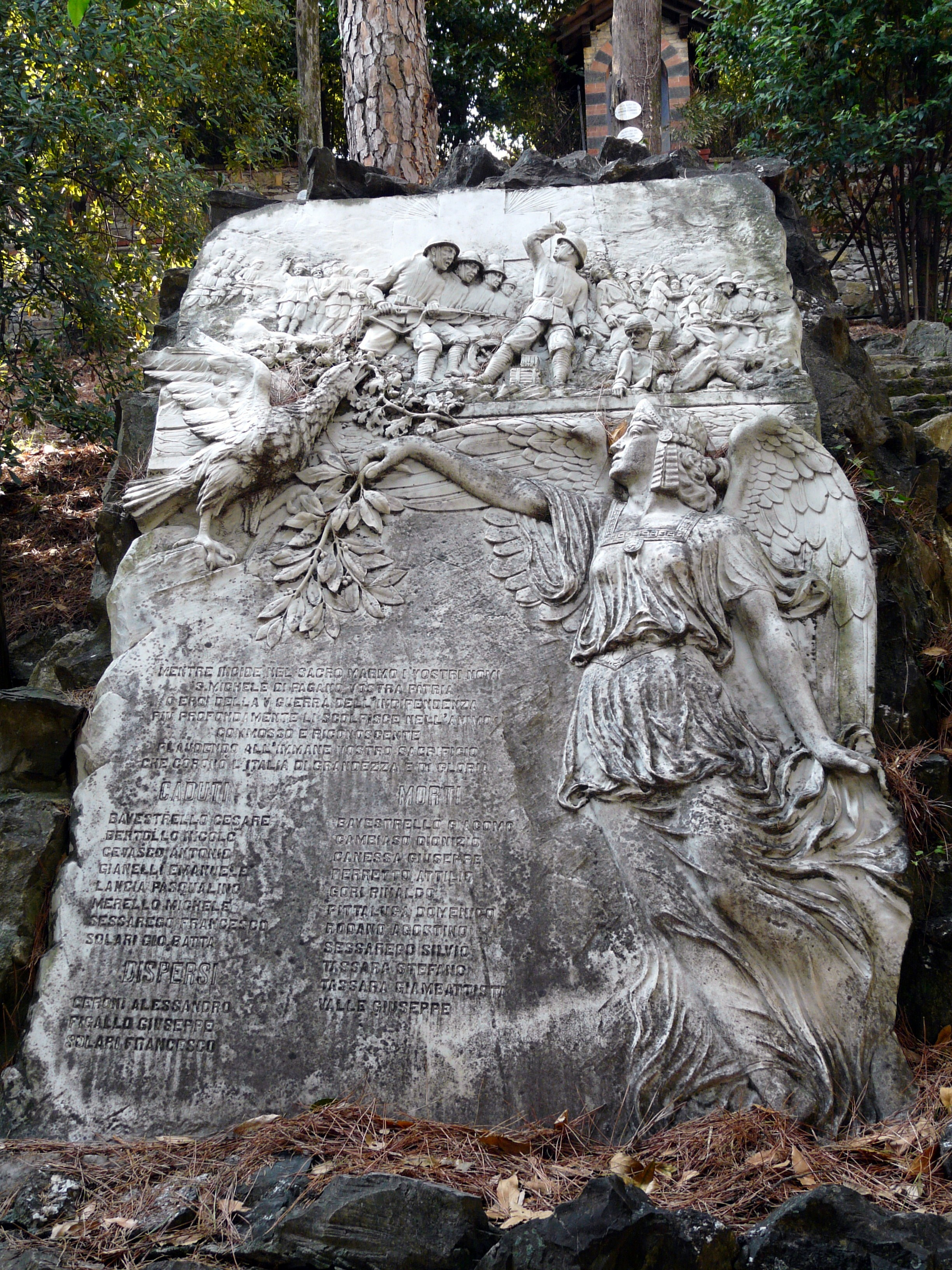
Lapide ai caduti

Ubicato nella zona tra Trelo e Prelo è un parco comunale intitolato il 30 aprile del 1930 alla memoria dei soldati rapallesi caduti e dispersi nei due conflitti mondiali. La particolarità del sito, detto "delle rimembranze", sta nelle targhette metalliche nominative (con le generalità del soldato) affisse in ogni albero del parco. All'ingresso, nell'adiacenza della spiaggia di Trelo, è ubicato il piccolo altare-monumento ai caduti.

## Cultura

### Media
Tra la baia e la scogliera di Prelo nel maggio 2009 sono state girate alcune scene, andate in onda nel gennaio 2010, della soap opera di Canale 5 CentoVetrine.

### Eventi
- Festa patronale di san Michele Arcangelo, il 29 settembre.
- "Palio marinaro del Tigullio". Santa Margherita Ligure, San Michele di Pagana, Rapallo, Zoagli, Chiavari, Lavagna e Sestri Levante si sfidano ogni anno, tra maggio ed agosto, in una serie di gare di canottaggio su gozzi tradizionali liguri nelle acque del golfo del Tigullio; La prima edizione si avviò nel 1974.

## Infrastrutture e trasporti
San Michele di Pagana è attraversata dalla strada provinciale 227 di Portofino, servita da un servizio di trasporto pubblico locale gestito dall'AMT Genova con partenze da Rapallo e da Santa Margherita Ligure.
Fino al 2 giugno 1957 era inoltre attiva anche l'omonima fermata ferroviaria, sulla linea Genova-Pisa.